# Morinda cinnamomifoliata
Morinda cinnamomifoliata là một loài thực vật có hoa trong họ Thiến thảo. Loài này được Y.Z.Ruan mô tả khoa học đầu tiên năm 1999.